# Kortárs uralkodók listája

## Afrika
| Ország | Ország | Ország                | Ország   | Monarcha | Monarcha            | Monarcha          | Örökös | Örökös                           |
| ------ | ------ | --------------------- | -------- | -------- | ------------------- | ----------------- | ------ | -------------------------------- |
| 1      |        | Lesothói Királyság    | 1966     |          | III. Letsie (1963)  | 1996. február 7.  | .      | Lerotholi Seeiso herceg (2007)   |
| 2      |        | Marokkói Királyság    | 789/1956 |          | VI. Mohammed (1963) | 1999. július 23.  |        | Mulaj Haszan koronaherceg (2003) |
| 3      |        | Szváziföldi Királyság | 1968     |          | III. Mswati (1968)  | 1986. április 25. |        |                                  |

## Amerika
- Antigua és Barbuda:   III. Károly király (2022–)
- Bahama-szigetek:   III. Károly király (2022–)
- Belize:   III. Károly király (2022–)
- Grenada:   III. Károly király (2022–)
- Jamaica:   III. Károly király (2022–)
- Kanada:   III. Károly király (2022–)
- Saint Kitts és Nevis:   III. Károly király (2022–)
- Saint Lucia:   III. Károly király (2022–)
- Saint Vincent és a Grenadine-szigetek:   III. Károly király (2022–)

## Ázsia
- Egyesült Arab Emírségek: Mohamed bin Zayed Al Nahyan sejk (2022–)
- Bahrein: Hamad bin Isa Al Khalifa király (2002–)
- Bhután: Dzsigme Keszar Namgyal Vangcsuk király (2006–)
- Brunei: Hadzsi Hasszánal Bolkiah szultán (1984–)
- Japán: Naruhito császár (2019–)
- Jordánia: II. Abdullah király (1999–)
- Kambodzsa: Norodom Szihamoní király (2004–)
- Katar: Tamim ibn Hamad al-Thani emír (2013–)
- Kuvait: Mesál el-Ahmad el-Dzsábir Ál Szabáh emír (2023–)
- Malajzia: Abdullah szultán (2019–)
- Omán: Hajszam bin Tárik al-Búszaídi szultán (2020-)
- Szaúd-Arábia: Szalman ibn Abdul-Aziz Al Szaúd király  (2015–)
- Thaiföld: Vajiralongkorn király (2016–)

## Európa
- Andorra: Emmanuel Macron (2017–) és Joan-Enric Vives i Sicília (2003–) társhercegek
- Belgium: Fülöp király (2013–)
- Dánia: X. Frigyes dán király  (2024–)
- Egyesült Királyság: III. Károly király (2022-)
- Hollandia: Vilmos Sándor király (2013–)
- Liechtenstein: II. János Ádám liechtensteini herceg (1989–)
- Luxemburg: Henrik nagyherceg (2000–)
- Monaco: II. Albert herceg (2005–)
- Norvégia: V. Harald király (1991–)
- Spanyolország: VI. Fülöp király (2014–)
- Svédország: XVI. Károly Gusztáv király (1973–)
- Vatikán: XIV. Leo pápa (2025–)

### Egykori uralkodók leszármazottai
- Németország: I. György Frigyes
- Franciaország: VII. Napóleon
- Portugália: III. Duarte
- Olaszország: I. Emanuele Filiberto
- Görögország: II. Pál
- Albánia: I. Leka
- Montenegró: II. Miklós
- Szerbia: II. Sándor
- Horvátország: II. Zvonimir
- Bulgária: II. Simeon bolgár cár (1943-1946 között uralkodott, de mivel 2001 és 2005 között Bolgár miniszterelnök volt, fel kellett esküdnie a bolgár alkotmányra elnöksége alatt, így de jure lemondott róla.)
- Törökország: VI. Oszmán
- Románia: I. Margit
- Ausztria- Magyarország- Csehország: Ausztriában II. Károly, Magyarországon és Csehországban V. Károly
- Oroszország: I. Mária

## Óceánia
- Ausztrália: III. Károly király (2022–)
- Pápua Új-Guinea: III. Károly király (2022–)
- Salamon-szigetek: III. Károly király (2022–)
- Tonga: VI. Tupou király (2012–)
- Tuvalu: III. Károly király (2022–)
- Új-Zéland: III. Károly király (2022–)

## Típus szerint
- Hagyományos monarchiák:  Egyesült Arab Emírségek,  Brunei,  Katar,  Omán,  Szváziföld,  Szaúd-Arábia,  Vatikán
- Alkotmányos monarchiák:  Bahrein,  Bhután,  Jordánia,  Kuvait,  Lesotho,  Liechtenstein,  Marokkó,  Monaco,  Tonga
- Parlamentáris monarchiák:  Andorra,  Antigua és Barbuda,  Ausztrália,  Bahama-szigetek,  Belgium,  Belize,  Dánia,  Egyesült Királyság,  Grenada,  Hollandia,  Jamaica,  Japán,  Kambodzsa,  Kanada,  Luxemburg,  Malajzia,  Norvégia,  Pápua Új-Guinea,  Saint Kitts és Nevis,  Saint Lucia,  Saint Vincent és a Grenadine-szigetek,  Salamon-szigetek,  Spanyolország,  Svédország,  Szamoa,  Thaiföld,  Tuvalu,  Új-Zéland

### A rendszerezés alapja
- Hagyományos monarchia: a hatalom birtokosa a monarcha
- Alkotmányos monarchia: a hatalom megoszlik a monarcha és a népképviseleti szerv között (az elnöki köztársaság monarchikus megfelelője)
- Parlamentáris monarchia: a hatalom a népképviseleti szervé, a monarcha többnyire jelképes szerepet játszik (a parlamentáris köztársaság monarchikus megfelelője)